# Lista de áreas metropolitanas na União Europeia por PIB
O produto interno bruto de uma região metropolitana, ou PIB, é uma das várias medidas do tamanho da sua economia. Semelhante ao PIB, o PMB é definido como o valor de mercado de todos os bens e serviços finais produzidos dentro de uma área metropolitana em um determinado período de tempo. Neste caso, foram utilizadas as estatísticas da Auditoria Urbana do Eurostat para Zonas Urbanas Maiores.

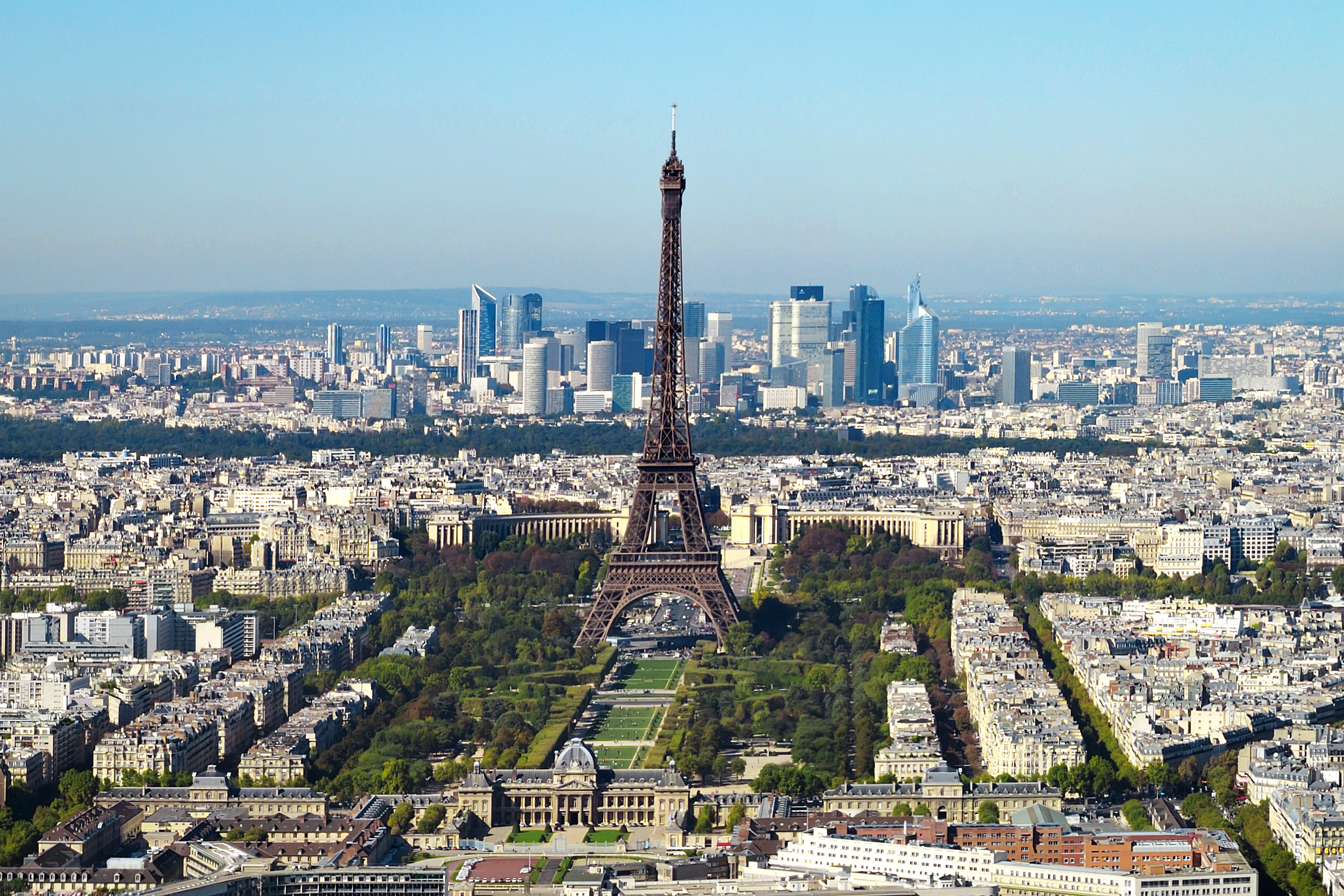
A área metropolitana de Paris tem o maior PIB da UE

## 2018/2019

Áreas metropolitanas com PIB superior a €50 bilhões em vermelho escuro

| Rank | Área Metropolitana                                               | Produto Metropolitano Bruto (em bilhões EUR) | Ano  |
| ---- | ---------------------------------------------------------------- | -------------------------------------------- | ---- |
| 1    | Metrópole da Grande Paris, França                                | $1,057.0                                     | 2018 |
| 2    | Área Metropolitana de Madrid, Espanha                            | 231.1                                        | 2018 |
| 3    | Área Metropolitana de Milão, Itália                              | 213.8                                        | 2018 |
| 4    | Região Metropolitana de Munique, Alemanha                        | 194.9                                        | 2018 |
| 5    | Região Metropolitana de Berlim, Alemanha                         | 193.3                                        | 2018 |
| 6    | Área Metropolitana de Amsterdão, Países Baixos                   | 182.7                                        | 2018 |
| 7    | Área Metropolitana de Barcelona, Espanha                         | 171.4                                        | 2018 |
| 8    | Vale do Ruhr, Alemanha                                           | 168.4                                        | 2018 |
| 9    | Área Metropolitana de Roma, Itália                               | 165.3                                        | 2018 |
| 10   | Região Metropolitana de Hamburgo, Alemanha                       | 162.7                                        | 2018 |
| 11   | Área Metropolitana de Dublin, Irlanda                            | 159.2                                        | 2018 |
| 12   | Região de Estugarda, Alemanha                                    | 155.7                                        | 2018 |
| 13   | Região Metropolitana Frankfurt/Reno-Meno, Alemanha               | 152.2                                        | 2018 |
| 14   | Área Metropolitana de Estocolmo, Suécia                          | 147.8                                        | 2018 |
| 15   | Região da Capital Bruxelas, Bélgica                              | 147.7                                        | 2019 |
| 16   | Grande Copenhaga, Dinamarca                                      | 134.9                                        | 2019 |
| 17   | Área Metropolitana de Vienna, Áustria                            | 132.2                                        | 2018 |
| 18   | Área Metropolitana de Marselha, França                           | 101.2                                        | 2018 |
| 19   | Região Colónia Bonn, Alemanha                                    | 97.9                                         | 2018 |
| 20   | Grande Helsínquia, Finlândia                                     | 91.7                                         | 2018 |
| 21   | Área Metropolitana de Lyon, França                               | 89.5                                         | 2018 |
| 22   | Área Metropolitana de Düsseldorf, Alemanha                       | 88.8                                         | 2018 |
| 23   | Área Metropolitana de Varsóvia, Polónia                          | 86.3                                         | 2018 |
| 24   | Área Metropolitana de Roterdão, Países Baixos                    | 84.9                                         | 2018 |
| 25   | Área Metropolitana de Atenas, Grécia                             | 81.9                                         | 2018 |
| 26   | Área Metropolitana de Praga, República Checa                     | 81.6                                         | 2018 |
| 27   | Metrópole Europeia de Lille, França                              | 81.5                                         | 2018 |
| 28   | Área Metropolitana de Gotemburgo, Suécia                         | 79.2                                         | 2018 |
| 29   | Área Metropolitana de Turim, Itália                              | 75.7                                         | 2018 |
| 30   | Área Metropolitana de Lisboa, Portugal                           | 73.6                                         | 2018 |
| 31   | Área Metropolitana de Utreque, Países Baixos                     | 71.9                                         | 2018 |
| 32   | Área Metropolitana de Budapeste, Hungria                         | 69.4                                         | 2019 |
| 33   | Região Metropolitana de Nuremberga, Alemanha                     | 65.9                                         | 2018 |
| 34   | Área Metropolitana de Nápoles, Itália                            | 60.3                                         | 2018 |
| 35   | Área Metropolitana de Valência, Espanha                          | 59.1                                         | 2018 |
| 36   | Metrópole de Toulouse, França                                    | 59.0                                         | 2018 |
| 37   | Área Metropolitana de Brunsvique-Salzgitter-Wolfsburgo, Alemanha | 58.8                                         | 2018 |
| 38   | Área Metropolitana de Hanôver, Alemanha                          | 57.0                                         | 2018 |
| 39   | Área Metropolitana de Bordéus, França                            | 56.8                                         | 2018 |
| 40   | Área Metropolitana de Bucareste, Roménia                         | 55.2                                         | 2018 |
| 41   | Região Metropolitana de Reno-Neckar, Alemanha                    | 54.6                                         | 2018 |
| 42   | Área Metropolitana de Malmo, Suécia                              | 54.0                                         | 2018 |
| 43   | Área Metropolitana de Antuérpia , Bélgica                        | 53.6                                         | 2019 |
| 44   | Área Metropolitana de Nantes, França                             | 51.1                                         | 2018 |
| 45   | Área Metropolitana de Haia, Países Baixos                        | 49.9                                         | 2018 |
| 46   | Área Metropolitana de Brémen, Alemanha                           | 49.1                                         | 2018 |
| 47   | Área Metropolitana de Bona, Alemanha                             | 43.6                                         | 2018 |
| 48   | Área Metropolitana de Bréscia, Itália                            | 43.3                                         | 2018 |
| 49   | Área Metropolitana de Dresden, Alemanha                          | 43.0                                         | 2018 |
| 50   | Área Metropolitana de Bolonha, Itália                            | 42.1                                         | 2018 |